# Matra MS80
Matra MS80 – samochód Formuły 1 zaprojektowany przez Bernarda Boyera i wyprodukowany przez Matra Sports dla zespołu Tyrrell Racing. Model zdobył tytuł mistrza świata kierowców (Jackie Stewart) i konstruktorów w sezonie 1969. Jedyny poza modelami Ferrari mistrzowski samochód Formuły 1 nie wyprodukowany w Wielkiej Brytanii.

## Historia
W pierwszych pięćdziesięciu latach sportów motorowych Francja była ważnym krajem w międzynarodowym świecie wyścigów, jako że reprezentowały ją legendarne marki, takie jak Ballot, Delage czy Bugatti. Jednakże żadna z nich nie przetrwała po II wojnie światowej, a główni francuscy producenci samochodów nie wykazywali zainteresowania wyścigami samochodowymi. W latach 60. w najwyższej klasie wyścigów samochodowych – Formule 1 – walka toczyła się pomiędzy Ferrari i wyspecjalizowanymi brytyjskimi producentami, takimi jak Cooper, BRM czy Lotus. Matra, pierwotnie producent wyrobów lotniczych i rakiet, była zdeterminowana, by przywrócić Francję do międzynarodowych wyścigów po tym, gdy w 1964 roku wykupili upadłą spółkę Rene Bonnetta.
Używając doświadczenia lotniczego, na sezon 1965 Francuskiej Formuły 3 skonstruowano stalowe monocoque. Samochód wyposażono w silnik produkcji Coswortha, a jego kierowcami byli Jean-Pierre Jaussaud i Jean-Pierre Beltoise. Szybko przyniosło to oczekiwane efekty, jako że kierowcy ci wygrywali wyścigi, dzięki czemu Matra w swoim debiutanckim sezonie zdobyła tytuł we Francuskiej Formule 3. W 1966 roku do Matra Sports dołączyli Brytyjczycy Ken Tyrrell i Jackie Stewart. Matra postanowiła wystawić samochód – w całości wyprodukowany z aluminium – w Formule 2. Chociaż Brabhamy-Honda były najszybsze w stawce, Beltoise zdołał wywalczyć dla Matry pierwsze zwycięstwo w Formule 2, na torze Nürburgring. W następnym roku Jacky Ickx wywalczył Matrą tytuł mistrza Europejskiej Formuły 2.
Matra, zachęcona sukcesami w niższych seriach wyścigowych, zwróciła się w stronę Formuły 1. Celem marki było stać się dominującą siłą z zupełnie francuskim samochodem, co wymusiło na niej prace nad odpowiednim silnikiem. Inżynierowie zdecydowali się na silnik V12 z czterema wałkami rozrządu. Chociaż na początku 1967 roku ogłoszono rozpoczęcie prac nad silnikiem, szybko stało się oczywiste, że nie będzie on gotowy na pierwszy wyścig sezonu 1968. Dzięki kontaktom Tyrrella w Wielkiej Brytanii zespół zdołał zapewnić sobie silniki Cosworth DFV V8, które zdobyły reputację poprzez dobre osiągi w Lotusach 49. Matra MS9, pierwszy samochód Formuły 1 konstrukcji Matry (wcześniej wystawiane w Formule 1 MS5 i MS7 były skonstruowane według specyfikacji Formuły 2) był nieco ulepszonym samochodem Formuły 2 i służył głównie do testów, chociaż w pierwszym wyścigu sezonu 1968 startował z pierwszego rzędu.
Kolejnym modelem był MS10, który został zaprojektowany specjalnie pod jednostkę Coswortha, która jednak poprzez użycie w modelu ramy pomocniczej nie została tak dobrze wykorzystana jak w Lotusie 49. Stewart w piątym wyścigu sezonu zdobył dla Matry pierwsze zwycięstwo, a w dalszej części sezonu zwyciężył jeszcze dwa razy, w tym podczas deszczowego wyścigu na torze Nürburgring. Podczas gdy Ken Tyrrell wystawiał dwa MS10, Matra zadebiutowała w Monako modelem MS11 z silnikiem V12. Silnik ten produkował około 390 KM mechanicznych mocy, ale sam samochód miał stosunkowo słabe osiągi. Matra MS10 natomiast umożliwiła Stewartowi zajęcie drugiego miejsca w klasyfikacji kierowców sezonu 1968 (za Grahamem Hillem). Taką samą pozycję w klasyfikacji konstruktorów zajęła Matra (za Lotusem).
Rozczarowana silnikiem V12 Matra zdecydowała się nie wystawiać swojego samochodu, a ulepszać silnik i dostarczać samochody zespołowi Matra International Kena Tyrrella. W pierwszym wyścigu sezonu Stewart jechał znacznie zmodyfikowaną wersją modelu MS10. Największą zmianą było nadwozie w kształcie butelki Coca-Coli. Miało to na celu zapewnić większy zbiornik paliwa. Usunięto tylną ramę pomocniczą, przez co silnik był lżejszy i osiągał większą moc. Przebudowano zawieszenie. Te zmiany spowodowały, że MS10 nadal był konkurencyjnym samochodem. Po powrocie do Europy Stewart otrzymał Matrę MS80, której używał do końca sezonu.
W rękach Stewarta MS80 był zwycięskim samochodem, począwszy od niewliczanego do klasyfikacji mistrzostw Oulton Gold Cup. Szkot wygrał 5 Grand Prix i zdobył tytuł mistrza świata. Matra ponadto zdobyła tytuł w klasyfikacji konstruktorów. Oznacza to, że Matra MS80 jest jedynym nie licząc Ferrari mistrzowskim samochodem Formuły 1 wyprodukowanym poza Wielką Brytanią (francuskie Renault R25 i Renault R26 oraz austriacki Red Bull RB6 zostały zbudowane w Wielkiej Brytanii).
Pod koniec 1969 roku Matra została nabyta przez Simkę. Simca postawiła Tyrrellowi ultimatum, w myśl którego jeśli chciałby nadal otrzymywać nadwozia Matry, to będzie musiał zgodzić się na zamianę silników Ford Cosworth DFV na silniki Matra V12. Tyrrell był bardzo niechętny do rezygnacji sprawdzonej jednostki Coswortha na rzecz silnika Matry i zrezygnował ze współpracy z Matrą. W 1970 roku nawiązał współpracę z Marchem, nadal korzystając z silników Forda. Stewart odniósł wówczas jedno zwycięstwo. Następnie Tyrrell postanowił budować własne samochody, zdobywając w sezonie 1971 tytuły kierowców (Stewart) i konstruktorów. W roku 1973 Stewart po raz trzeci zdobył tytuł mistrza świata kierowców.
Rozstanie Matry z Tyrrellem i Cosworthem spowodowało, że Matra przestała wygrywać. W ciągu trzech sezonów, kiedy to używano Matry MS120 z silnikiem V12, kierowcy zespołu zdobyli jedynie kilka trzecich miejsc. Matra później wycofała się jako konstruktor, ale do początku lat 80. dostarczała silniki.

## Egzemplarze

### MS80/1
Na początku 1969 roku modelu tego używał Jackie Stewart (Race of the Champions, Grand Prix Hiszpanii, Grand Prix Wielkiej Brytanii), za każdym razem odnosząc zwycięstwo. Później egzemplarzem tym jeździł Jean-Pierre Beltoise, który zdobył wiele miejsc w pierwszej szóstce, a najlepiej finiszował na drugim miejscu w Grand Prix Francji na torze Clermont-Ferrand. Matra zachowała ten egzemplarz w dobrym stanie.

### MS80/2
W połowie sezonu 1969 Stewart zamienił MS80/1 na MS80/2, którym wcześniej Beltoise zdobył trzecie miejsce w Grand Prix Hiszpanii. Brytyjski kierowca zapewnił sobie pierwszy tytuł mistrza świata, wygrywając Grand Prix Holandii, Francji i Włoch. Po sezonie samochód został zdemontowany i przechowywany w złych warunkach. W latach 90. został z powrotem złożony. Jackie Stewart jeździł tym samochodem podczas Festiwalu w Goodwood w 2009 roku.

### MS80/3
Na sezon 1969 przygotowano dwa kompletne samochody, a trzeci funkcjonował jako niezłożony, zapasowy model. Nie był on jednak wykorzystywany, jako że Stewart i Beltoise nie mieli żadnych poważnych wypadków. MS80/3 był własnością Matry do roku 2000, kiedy to nabył go Bruno Perrin. Z pomocą ekspertów z firmy EPAF niegdyś pracujących w Matrze zmontował cały egzemplarz. Pierwszy raz model został zaprezentowany podczas Retromobile Show w 2007 roku. Następnie Perrin prowadził samochód na Festiwalu w Goodwood. Potem samochód został zakupiony przez brytyjskiego właściciela i w pełni przygotowany do wyścigów samochodów historycznych.

## Wyniki w Formule 1
| Legenda oznaczeń w tabelach wyników Wyświetl szablon na nowej stronie | Legenda oznaczeń w tabelach wyników Wyświetl szablon na nowej stronie                                                                     |
| Oznaczenie                                                            | Wyjaśnienie |
| --------------------------------------------------------------------- | --- |
| Złoty                                                                 | Zwycięzca lub mistrzostwo |
| Srebrny                                                               | 2. miejsce lub wicemistrzostwo |
| Brązowy                                                               | 3. miejsce lub II wicemistrzostwo |
| Zielony                                                               | Ukończył, punktował (w klasyfikacji generalnej, gdy zdobył co najmniej jeden punkt na przestrzeni sezonu, poza trzema powyższymi opcjami) |
| Niebieski                                                             | Ukończył, nie punktował (w klasyfikacji generalnej, gdy nie zdobył co najmniej jednego punktu na przestrzeni sezonu)                      |
| Czerwony                                                              | Nie zakwalifikował się (NZ) |
| Czerwony                                                              | Nie prekwalifikował się (NPK) |
| Różowy                                                                | Nie ukończył (NU) |
| Różowy                                                                | Niesklasyfikowany (NS) (w klasyfikacji generalnej, gdy nie został sklasyfikowany w żadnym wyścigu sezonu)                                 |
| Czarny                                                                | Zdyskwalifikowany (DK) |
| Czarny                                                                | Wykluczony (WYK/EX) |
| Biały                                                                 | Nie wystartował (NW) |
| Biały                                                                 | Kontuzjowany (K/INJ) |
| Biały                                                                 | Wyścig odwołany (OD/C) |
| Bez koloru                                                            | Został wycofany (WYC/WD) |
| Bez koloru                                                            | Nie przybył (NP/DNA) |
| Bez koloru                                                            | Nie brał udziału w treningach (NT/DNP) |
| Bez koloru                                                            | Nie został zgłoszony (–) |
| Pogrubienie                                                           | Start z pole position |
| Kursywa                                                               | Najszybsze okrążenie wyścigu |
| †                                                                     | Nie ukończył, ale jego rezultat został zaliczony ze względu na przejechanie więcej niż 90% dystansu wyścigu.                              |
| *                                                                     | Sezon w trakcie |
| 1/2/3                                                                 | Punktowana pozycja w sprincie kwalifikacyjnym                                                                                             |
| Lista systemów punktacji Formuły 1                                    | |

| Sezon | Zespół              | Silnik  | Opony | Kierowcy             | 1   | 2   | 3   | 4   | 5   | 6   | 7   | 8   | 9   | 10  | 11  | Pkt. | Msc. |
| ----- | ------------------- | ------- | ----- | -------------------- | --- | --- | --- | --- | --- | --- | --- | --- | --- | --- | --- | ---- | ---- |
| 1969  | Matra International | Ford V8 | D     |                      | ZAF | ESP | MCO | NLD | FRA | GBR | DEU | ITA | CND | USA | MEX | 66   | 1    |
| 1969  | Matra International | Ford V8 | D     | Jackie Stewart       |     | 1   | NU  | 1   | 1   | 1   | 2   | 1   | NU  | NU  | 4   | 66   | 1    |
| 1969  | Matra International | Ford V8 | D     | Jean-Pierre Beltoise |     | 3   | NU  | 8   | 2   |     | 12  | 3   | 4   | NU  | 5   | 66   | 1    |